# Brama Automovil
El Brama fue un automóvil sport creado y comercializado en Mar del Plata , Argentina por 4SL la Primera fábrica Marplatense de Automóviles Sport entre los años 1972 y 1975. Existen dos generaciones del modelo, que se diferencian por la parte trasera de su carrocería y la forma de su tren delantero. 
Todos los Brama tienen motor trasero longitudinal de origen Renault y tracción trasera. 

## Historia
La creación de este vehículo fue obra de 5 estudiantes de Ingeniería de la Universidad Nacional de Mar Del Plata , Alberto Sastre, Horacio Siringo, Juan José Suárez, Daniel Salvatore y Horacio Lenzetti. Quienes alrededor de 1970 tras ver uno de los Dune Buggy recientemente lanzados al mercado en Argentina tuvieron la idea de hacer cinco vehículos para ellos mismos.
Para ello con la ayuda del padre de Horacio Siringo consiguieron un Renault Dauphine volcado y comenzaron a desarmarlo en la casa de la familia Siringo para utilizar su mecánica, motor, suspensión, frenos y dirección. 
Durante enero y febrero de 1971 consiguieron permiso en la Facultad de Ingeniería ubicada en Juan.B.Justo y La Pampa de la ciudad de Mar del Plata para poder continuar con el desarrollo en aquel sitio. 
El trabajo consistio por un lado en crear el chasis del vehículo y por el otro diseñar una carrocería. 
Llegado marzo de 1971 con el retorno a clases de la facultad luego del receso estival, tuvieron que mudarse y consiguieron con ayuda del padre de Horacio Lenzetti un galpon que pertenecía a los hermanos Mena, en la calle San Luis 3250 de Mar del Plata.
Los Mena tenían habilidades y conocimientos para trabajar la fibra de vidrio, además de muchas personas conocidas que pasaban por el taller y veian el proyecto que se estaba realizando. Así fue como algunas personas comenzaron a sentirse interesadas en el proyecto y a querer adquirir una unidad para sí mismos. 
En diciembre de 1972 salió de producción la primera unidad, pero ya tenían pedidos hechos por otras quince. 
De 1973 a 1975 se produjeron alrededor de 300 vehículos, la primera serie tenía la cola abierta y dejaba ver el motor trasero se fabrico hasta alrededor de finales de 1974, la segunda serie tiene la cola cerrada tapando el motor y un refuerzo importante en el tren delantero.
Para 1975 ya se estaba trabajando en el proyecto del Brama 2, que prometia ser un vehículo de líneas más filosas, en cuña como se comenzaba a estilar en la década del '70. 
Lamentablemente en 1975 como consecuencia de la desestabilizacion económica que sufrió el país en el denominado Rodrigazo la fábrica comenzó a tener serias dificultades económicas y no pudo continuar produciendo.

## Mecánica
Desde su nacimiento siempre se utilizó mecánica de Renault Dauphine o Renault Gordini tanto su motor de 850cc como su caja de velocidades, frenos a tambor, suspensión delantera independiente, suspensión trasera y dirección. 
La premisa desde un principio era que los repuestos pudiesen ser accesibles y fáciles de conseguir, siendo para esto el pequeño modelo de Renault una opción ideal.
Llegaron a salir a pedido escasas unidades con motorizacion de Renault 12 1300cc

## Carrocería
Construida en plástico reforzado con fibra de vidrio en varias piezas separadas que luego se unian para formarla. 
Era una especie de cupé 2+2 convertible hardtop, ya que tenía un techo rígido y puertas del tipo alas de gaviota de PRFV. 
Podía desmontarse el techo y las puertas y ser un descapotable para 4 personas, o circular con el techo colocado -con o sin puertas- y ser un vehículo apto para dos personas. 
Tal es así que el techo y las puertas se vendían como opcional y actualmente no todos los Brama cuentan con uno.

## Equipamiento
De serie el Brama se ofrecía con un equipamiento estándar que incluía butacas delanteras deportivas de cuero, volante deportivo tapizado en cuero o con aro de madera, tablero tapizado en cuero, seis relojes intrumentales de Torino, pomo de palanca de cambios deportivo, llantas de aleación de 13 pulgadas. 
Como opcionales se incluian techo y puertas de PRFV con sus respectivos vidrios, butaca trasera tapizada en cuero, paneles laterales del interior tapizados en cuero, llantas de aleación de 14 pulgadas.

## Chasis
Tubular reticulado de acero, con alojamiento delantero para portar la mecánica y suspensión del Renault Dauphine o Gordini